# Вєтров Владислав Володимирович
Владислав Володимирович Вєтров (нар.. 9 лютого 1964, Сенакі, Грузинська РСР, СРСР) — радянський і російський актор театру і кіно, режисер, сценарист. Заслужений артист Російської Федерації (1998).

## Біографія
Владислав Вєтров народився 9 лютого 1964 року. Батько за професією — військовий льотчик, мати працювала авіаційним технологом. У 1969 році сім'я переїхала до Таганрога, Владислав займався в Народному театрі драми при Будинку вчителя, працював в Таганрозькому драматичному театрі імені А. П. Чехова.
У 1986 році закінчив Таганрозький радіотехнічний інститут. На сцені з 1985 року. Працював в Ризькому театрі російської драми, театрі «Школа драматичного мистецтва» Анатолія Васильєва (Москва), Лабораторії Михайла Буткевича. З 1989 по 1991 рік працював у Ростовському академічному театрі драми ім. М. Горького. Потім недовгий час працював у «Школі драматичного мистецтва» Анатолія Васильєва.
У 1991–1992 рр. навчався у семінарі Михайла Буткевича і працював у російсько-італійському проєкті «Лампочка Ілліча», знімався в головній ролі у трьохсерійному фільмі за повістю Івана Тургенєва «Дим» (Росія-Німеччина-Швейцарія). У 1991 році Вєтров дебютував як режисер-постановник на телебаченні, знявши короткометражний фільм «Людина з сонячної долини». У 1992—1993 рр. знявся в головній ролі в чотирисерійному фільмі «Аз воздам» (Білорусія-Польща).
У 1993 році Вєтров знову повертається до Ростова-на-Дону, продовжує грати провідні ролі в Ростовському театрі драми, знімається в рекламі, працює на місцевому телебаченні. На сцені театру як режисер-постановник поставив п'єси «Ідеальна пара» і «Утікачки».
У 1998 році Владиславу Вєтрову присвоєно почесне звання Заслуженого артиста Російської Федерації.
У 1999 році в дуеті з Романом Нестеренком Вєтров знімає двосерійний фільм «Куба далеко», також виступає у фільмі як актор, сценарист і продюсер (у фільмі також знімалися такі відомі актори як Олексій Жарков, Тетяна Васильєва, Георгій Мартіросян).
З 2002 року живе і працює в Москві. У тому ж році був прийнятий в трупу московського театру «Современник».
Член Спілки театральних діячів Росії, член спілки кінематографістів Росії, член гільдії акторів кіно Росії.

### Родина
Дружина — Катерина Кірчак (нар.. 1977), актриса Московського ТЮГу.
У шлюбі народилися: син Всеволод (нар.. 2008). Від першого шлюбу син Данило (нар.. 1985), дочка Анастасія (нар.. 1997).

## Творчість

### Фільмографія

#### Актор
- 1986 — Скакав козак через долину —  водій
- 1987 — Оголошенню не підлягає —  корнет Зубанов
- 1991 — Анна Карамазофф —  Рощин-Інсаров
- 1991 — І чорт з нами —  студент
- 1992 — Дим —  Литвинов
- 1993 — Аз воздам —  Казимир Лищінський
- 1994 — Залізна завіса —  Додік
- 1999 — Жінок ображати не рекомендується
- 1999 — Куба далеко
- 1999 — Ластівка
- 2001 — Ростов-тато —  Пал Палич
- 2002 — Щоденник вбивці —  Петухов
- 2003 — Жадана —  Дмитро Мерджанов
- 2003 — Спас під березами —  Семен Аветік, постоялець
- 2003 — Таксистка —  Хлебушкін
- 2004 — Повний вперед —  Баженов
- 2005 — Віртуальний роман
- 2005 — Голова класика —  Рикалов
- 2005 — Громадянин начальник —  Станіслав Красін
- 2005 — Каменська-4 —  Руслан Нільський
- 2005 — Клоунів не вбивають —  Звєрєв
- 2005 — Лебединий рай —  лікар
- 2006 — Кінець світу —  Данило Копиевский
- 2006 — Пластика мови
- 2006 — Служба 21, або мислити треба позитивно —  проректор
- 2007 — Лик Цариці Небесної —  оповідач
- 2007 — Онук космонавта —  менеджер
- 2007 — Мережа —  батько Тропініна
- 2007 — Екстрений виклик —  Кирило Міхєєв
- 2007 — Невечірня (не закінчено) —  Антон Павлович Чехов
- 2007 — Адмірал —  Сергій Тімірьова
- 2008 — Управа —  Павло
- 2008 — Гоголь: Портрет загадкового генія —  Микола Васильович Гоголь
- 2008 — Зустрічна смуга —  Олег Долгорукий
- 2008 — Материнський інстинкт —  Євген
- 2008 — Ніч закритих дверей —  Тараскін
- 2009 — Іван Грозний —  великий князь Василь III
- 2009 — Горобиновий вальс —  слідчий Кирилов
- 2010 — Черчілль —  В'ячеслав Віталійович, професор
- 2010 — Черговий ангел —  Кондауров
- 2010 — Журов-2 —  Євген Дробишев
- 2010 — Вежа —  Баташов, впливовий бізнесмен
- 2010 — 2012 — найди —  Микита Краснов
- 2011 — Бабуся при надії —  Антон
- 2011 — За тобою —  тато
- 2011 — «Кедр» пронизує небо —  Марат Фуджі, лейтенант НКВС
- 2011 — Розкол —  Афанасій Ордин-Нащокін
- 2011 — Чужі мрії —  Іван Іволга
- 2011 — Опудало-2 —  Глєбов
- 2011 — Термінал —  Жека, колишній товариш по службі Ігоря Муратова
- 2012 — День Перемоги
- 2012 — Не плач по мені, Аргентина! —  заступник міністра
- 2012 — Завжди говори «завжди»-8 —  Олександр Костомаров, слідчий
- 2012 — Мосгаз —  Ігор Чеботар
- 2012 — Грім —  Петро Сергійович Горчаков
- 2013 — Вічна казка —  Щеглов
- 2013 — Навмисно не придумаєш —  Олександр Леонідович Велигор
- 2013 — Вона не могла інакше —  Юрій капори
- 2013 — 2014 — Другий шанс —  Андрій Олексійович Левченко
- 2014 — Найдовший день —  Платонов
- 2014 — Небо занепалих —  Архипов
- 2014 — Зими не буде
- 2014 — Хороші руки
- 2014 — біжучий рядок
- 2014 — Обіймаючи небо
- 2014 — минає, натура —  Віктор, художник-постановник
- 2015 — Метод —  декан Цвєтков
- 2015 — Людмила Гурченко —  Володимир Сергійович, редактор «Комсомольської правди»
- 2015 — Найкращий день —  Вікентій Михайлович
- 2015 — Слідчий Тихонов —  Аристарх Євграфович Ситников, бухгалтер Мослесхоза, спекулянт
- 2015 — Гроші —  Федір Васильович Демидов, генерал МВС
- 2016 — Країна чудес —  Геннадій Іларіонович, інопланетянин-золотар з Центавра
- 2016 — Герой —  князь Олександр Чернишов
- 2016 — 2017 — Готель Елеон —  Борис Леонідович Завгородній (дядько Боря), головний інженер бутік-готелю Eleon
- 2017 — Власик. Тінь Сталіна —  В'ячеслав Рудольфович Менжинський, голова ОГПУ СРСР
- 2017 — Отчий берег —  Яків Дмитрович Дубасов, художник
- 2017 — Срібний бір —  Сергій Геннадійович
- 2017 — Ялинки нові —  капітан Чеботарьов
- 2017 — Юристи
- 2017 — Яблучко від яблуньки —  Борис
- 2018 — Вільна грамота
- 2018 — 2020 — Московські таємниці —  Сергій Вяземський, батько Насті
- 2018 — 2021 — Гранд —  Борис Леонідович Завгородній (дядько Боря), головний інженер бутік-готелю Grand Lion / еко-готелю Grand
- 2018 — Велика гра —  Віктор Степанович, тренер збірної Росії з футболу з фізичної підготовки
- 2018 — Синичка-2 —  Давид Аушенбах, професор психології
- 2018 — Молодіжка —  Василь Степанович Горячкин, старший прапорщик, новий сусід Бакіної
- 2019 — Союз порятунку —  Густав Гебель
- 2019 — І це все Роберт —  лікар
- 2020 — Стрільців
- 2020 — Останній богатир: Корінь зла —  Білогір / Роголеб
- 2020 — Один вдих —  спортивний лікар

### Озвучування
- 2003 — Таємнича річка — Бірд, агент ФБР (роль актора Вілла Лимана)
- 2005 — 2006 — «Як йшли кумири (документальний цикл передач)» — читає закадровий текст
- 2006 — «Алла на шиї (Життя і творчість актриси Алли Ларіонової)» — читає закадровий текст
- 2007 — «Солярис» (радіоспектакль) — Кельвін
- 2007 — «Готель „Біля загиблого альпініста“» (радіоспектакль) — Інспектор Петер Глібськи
- 2010 — Завжди говори «завжди»-6 — Ілля Самойлов (роль актора Вадима Шанауріна)
- 2012 — «Зрада» — другий чоловік (роль актора Артурса Скрастиньша)
- 2013 — «За мільярд років до кінця світу» (радіоспектакль) — Захар Губар

#### Автор сценарію
- «Куба далеко»

#### Режисер
- «Куба далеко»

#### Продюсер
- «Куба далеко»

### Ролі в театрі
Вибране
- Ясміна Реза «Бог різанини» — Ален Рей (реж. Сергій Пускепаліс) (Московський театр «Современник»)
- Леонід Андрєєв " Анфіса « — Костомаров (реж. Галина Волчек) (Московський театр „Современник“)
- Еріх Ремарк „Три товариші“ — Альфонс (реж. Галина Волчек) (Московський театр „Современник“)
- Федір Достоєвський» Біси " — Ставрогин (реж. Анджей Вайда) (Московський театр «Современник»)
- Антон Чехов «Три сестри» — Вершинін (реж. Г. Волчек) (Московський театр «Современник»)
- Михайло Кононов «Гола піонерка» — Учитель, Перший, Ветеран, Смерш (реж. Кирило Серебренніков) (Московський театр «Современник»)
- Теннесі Вільямс «Солодкоголосий птах юності» — Бос Фінлі (реж. Кирило Серебренніков) (Московський театр «Современник»)
- Олександр Островський «Гроза» — Дикої (реж. Ніна Чусова) (Московський театр «Современник»)
- Євгенія Гінзбург «Крутий маршрут» — Царевський (реж. Г. Волчек) (Московський театр «Современник»)
- Юрій Олеша «Смерть Занда» — Занд
- Григорій Горін " Кін IV " — Кін (Ростовський театр драми імені М. Горького)
- Вільям Шекспір «Король Лір, або всесвітній театр дурнів» — Едмонд, побічний син Глостера (реж. Георгій Кавтарадзе) (Ростовський академічний театр драми імені М. Горького)
- Олександр Пушкін «Борис Годунов» — Лжедмитрій, самозванець (Ростовський академічний театр драми імені М. Горького)
- Олександр Островський «Скажені гроші» — Телятьєв (Ростовський академічний театр драми імені М. Горького)
- Михайло Булгаков «Майстер і Маргарита» — Майстер
- Антон Чехов «Пропозиція» — Ломов
- Вільям Шекспір «Річард III» — Кетсбі (Ростовський академічний театр драми імені М. Горького)
- Федір Достоєвський «Чарівний сон князя К.»- Миршавців (реж. Михайло Фейгін) (Ростовський академічний театр драми імені М. Горького)

### Автор п'єс
- «Шугар фрі»
- «Петунія під скельце»
- «Ідеальна пара»